# Per Ohlsson
Per Ohlsson, född 1944, är en svensk dirigent och director musices.
Ohlsson har studerat vid Kungliga Musikhögskolan och var också lärare i dirigering där 1978–1996. Han har varit lärare vid Dalarö folkhögskola och gästlärare vid Musikhögskolan i Malmö. Per Ohlsson var dirigent och musikdirektör för Marinens musikkår i Karlskrona under åren 1993-1998, innan han 1998 utnämndes till director musices vid Lunds universitet, en tjänst han innehade till 2003.